# Resolução 68/262 da Assembleia Geral das Nações Unidas

Resultados da votação da Assembleia Geral da Organização das Nações Unidas (ONU) sobre a integridade territorial da Ucrânia.
A favor
Contra
Abstenções
Ausentes quando a votação ocorreu
Não-membros da ONU

A Resolução A/RES/68/262 da Assembleia Geral da ONU foi adotada em 27 de Março 2014 como um resultado da consulta aberta na reunião plenária 80 da sessão 68 da Assembleia Geral da ONU. Essa sessão da Assembleia Geral da ONU foi convocada especificamente para tratar da questão da anexação da Crimeia pela Rússia e adotou o título de «Integridade territorial da Ucrânia».
A resolução não obrigatória afirmou o compromisso da Assembleia Geral das Nações Unidas com à integridade territorial da Ucrânia dentro de suas fronteiras internacionalmente reconhecidas e sublinhou a nulidade do referendo da Crimeia (2014). A resolução foi apoiada por 100 membros das Nações Unidas, contabilizando 59,17% dos votos e 33,80% da população mundial. Arménia, Bielorrússia, Bolívia, Cuba, Coreia do Norte, Nicarágua, Rússia, Sudão, Síria, Venezuela e Zimbábue votaram contra a resolução. Houve 58 abstenções, e outros 24 Estados não participaram da votação dada a ausência de seus representantes.
A resolução foi apresentada pelo Canadá, Costa Rica, Alemanha, Lituânia, Polónia e Ucrânia. A resolução aprovada foi precedida de tentativas mal sucedidas do Conselho de Segurança das Nações Unidas que convocou sete reuniões para encontrar uma solução sobre a questão da Crise da Crimeia mas que tiveram veto da Rússia.

## Reação russa
Em 28 de Março de 2014, a Federação Russa declarou que a resolução foi contraprodutiva e acusou Estados ocidentais de chantagem e ameaças para angariar votos de aprovação.